# Dicypellium
Dicypellium ist eine Pflanzengattung innerhalb der Familie der Lorbeergewächse (Lauraceae). Die nur zwei Arten kommen im brasilianischen Amazonasbecken vor. Dicypellium caryophyllaceum wird wegen seiner aromatischen Borke genutzt und gilt als bedrohte Art.

## Beschreibung

### Vegetative Merkmale
Dicypellium-Arten wachsen als Bäume. Bei den wechselständig angeordneten Laubblättern liegt Fiedernervatur vor.

### Generative Merkmale
Wenige Blüten stehen in einem botryoiden Blütenstand zusammen. Die zwittrigen Blüten sind dreizählig Der Blütenboden ist tief becherförmigem. Die Blütenhülle besteht aus den äußeren beiden Kreisen mit sechs gleichartigen Tepalen. Auf diese folgt ein Kreis tepalenartiger, steriler Stamina, ein Merkmal, das sich sonst innerhalb der Familie Lauraceae nur in der Gattung Phyllostemonodaphne findet. Die sechs Staubblätter der beiden inneren Kreise sind fruchtbar, weisen vierkammrige Staubbeutel an kurzen Staubfäden auf und sind mit Drüsen besetzt. Ein vierter Kreis mit dreieckigen Staminodien ist meist nicht vorhanden.
Die Frucht ist eine Beere mit einem flachen Fruchtbecher mit einem doppelten Rand und daran die verbleibenden, vergrößerten sowie verhärteten Tepalen.

## Systematik
Die Gattung Dicypellium wurde durch Christian Gottfried Daniel Nees von Esenbeck und Carl Friedrich Philipp von Martius in Hufelandiae Illustratio 14, 1833 aufgestellt.

### Arten
- Dicypellium caryophyllatum (Mart.) Nees & Mart.
- Dicypellium manausense W.A.Rodrigues[3][4]